# 安山站
安山站（：／ Ansan yeok */?）是首都圈电铁4号线與水仁·盆唐線共線區間沿線的一座地面車站，位於韓國京畿道安山市檀園區元谷洞。開通時的站名是元谷站。

## 車站構造
兩線共用站體，為2面4線雙島式月台的地面車站，候車月台設有月台幕門，並有2處出口。

### 月台配置
| ↑ 草芝          |
| １２ \| ３４ \| |
| 新吉溫泉 ↓      |

| 月台 | 路線                   | 目的地                           |
| ---- | ---------------------- | -------------------------------- |
| 1    | ●首都圈电铁4号线       | 衿井、果川、銅雀、明洞、堂嶺方向 |
| 2    | ●首都圈電鐵水仁·盆唐線 | 水原、書峴、牡丹、往十里方向     |
| 2    | ●首都圈电铁4号线       | 衿井、果川、銅雀、明洞、堂嶺方向 |
| 3    | ●首都圈電鐵水仁·盆唐線 | 新吉溫泉、虎口浦、松島、仁川方向 |
| 3    | ●首都圈电铁4号线       | 新吉溫泉、正往、烏耳島方向       |
| 4    | ●首都圈电铁4号线       | 新吉溫泉、正往、烏耳島方向       |

## 歷史
- 1937年8月5日：水仁線元谷站（원곡역）落成啟用。
- 1988年10月25日：安山線新站落成，站名改为安山站。
- 1994年4月1日：首都圈电铁4号线開始運行。
- 1996年1月1日：水仁線全線停止營業。
- 2010年1月18日：急行列车開始停靠。
- 2020年9月12日：首都圈電鐵水仁·盆唐線開通，並與首都圈电铁4号线共線。

## 車站周邊
- 元谷衛生支所
- 元谷公園
- 元谷高校
- 新吉高等学校(신길고등학교)
- 新吉中学校(신길중학교)
- 安山大月初等学校(안산대월초등학교)
- EMART TRADERS（朝鲜语：이마트 트레이더스）安山店

## 圖片

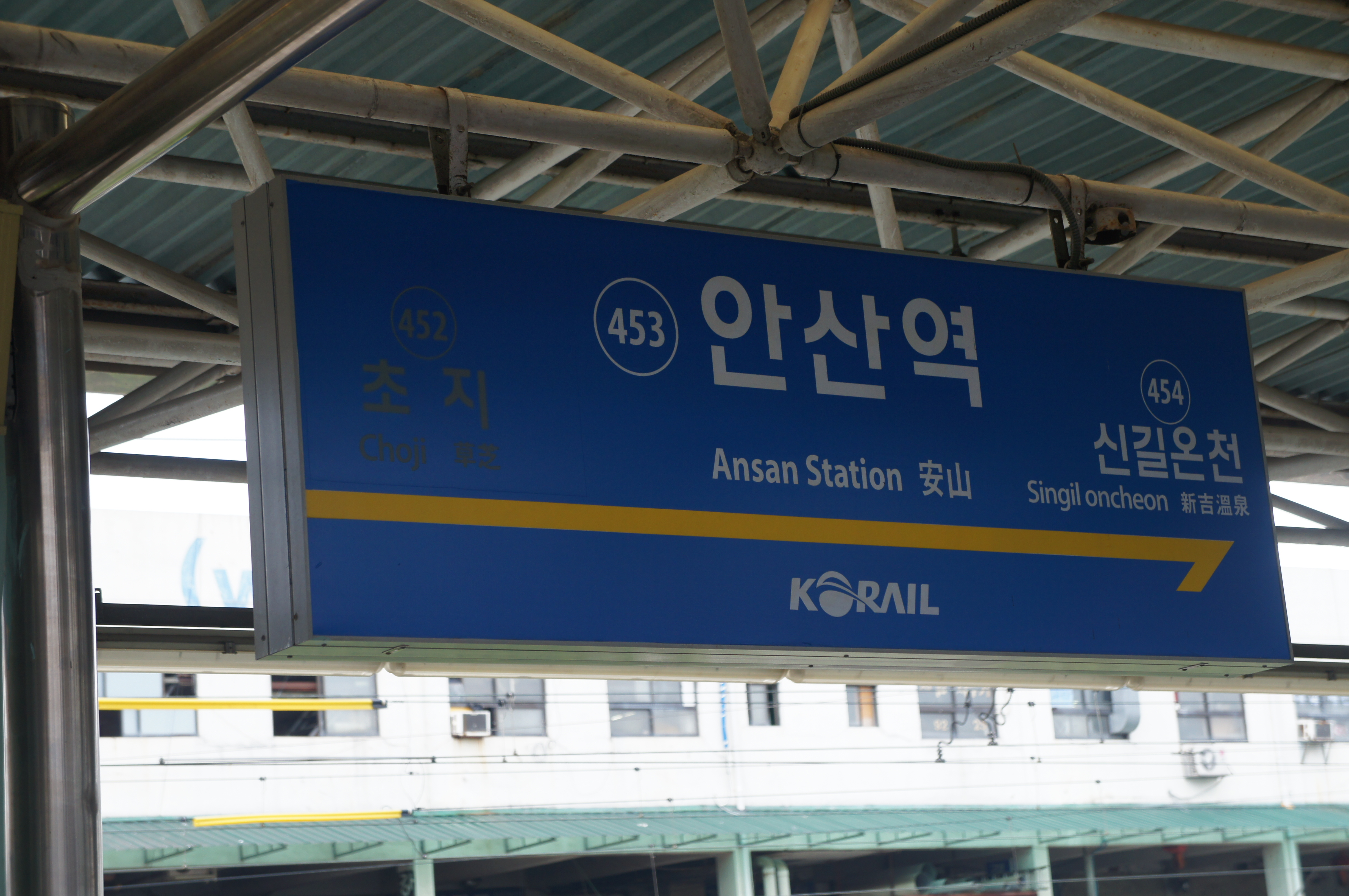
站名牌（舊式）
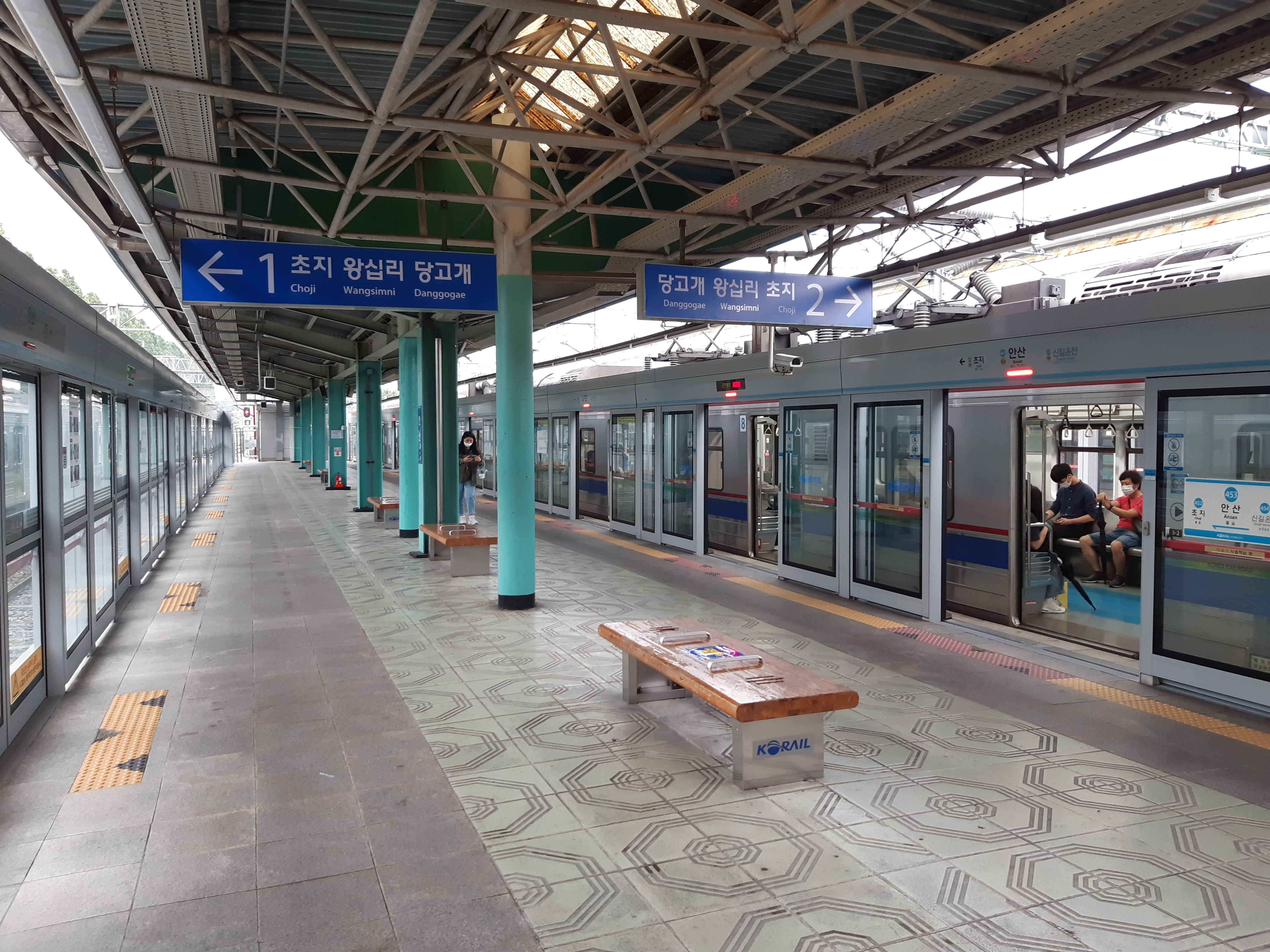
候車月台
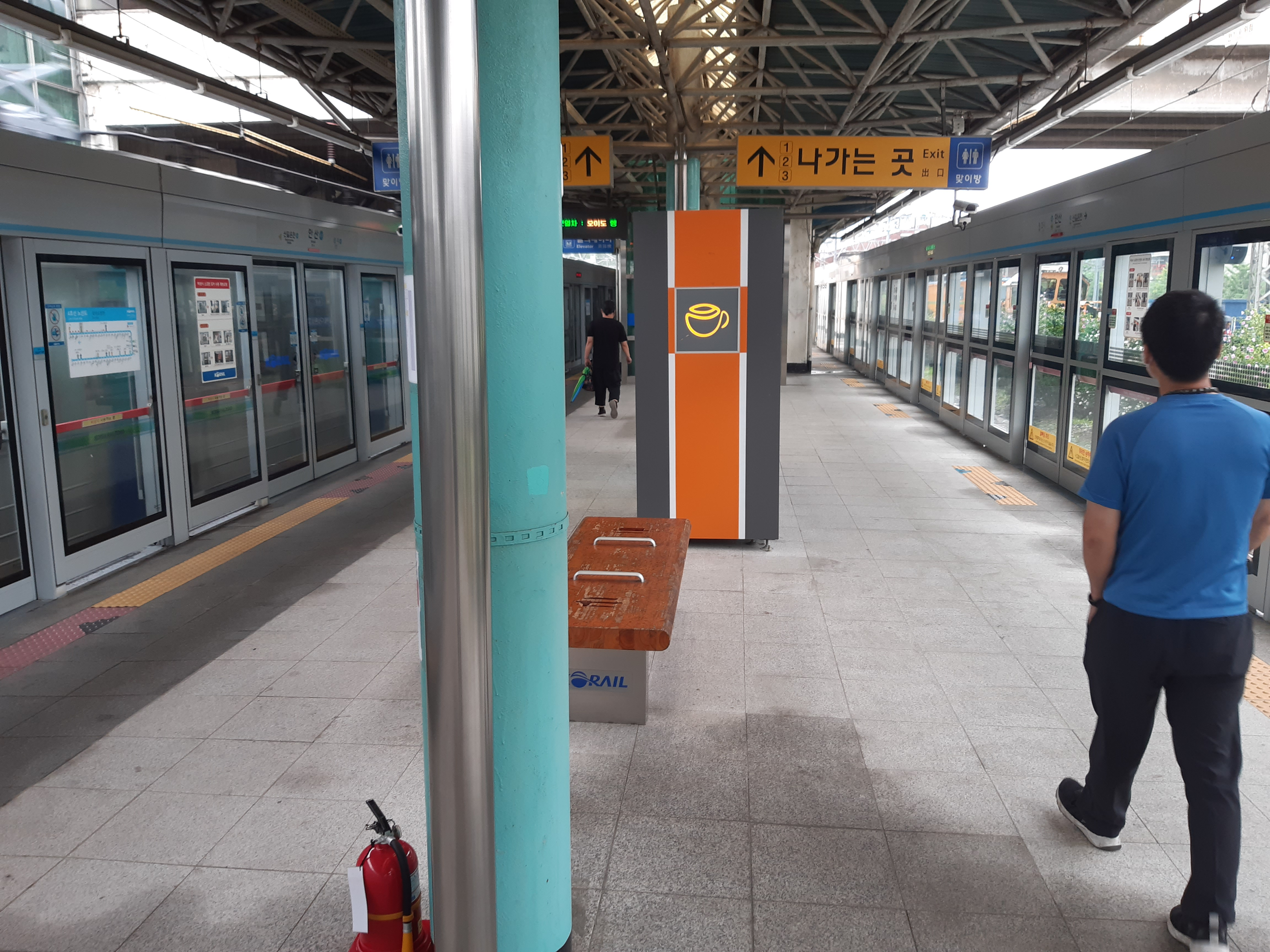
候車月台
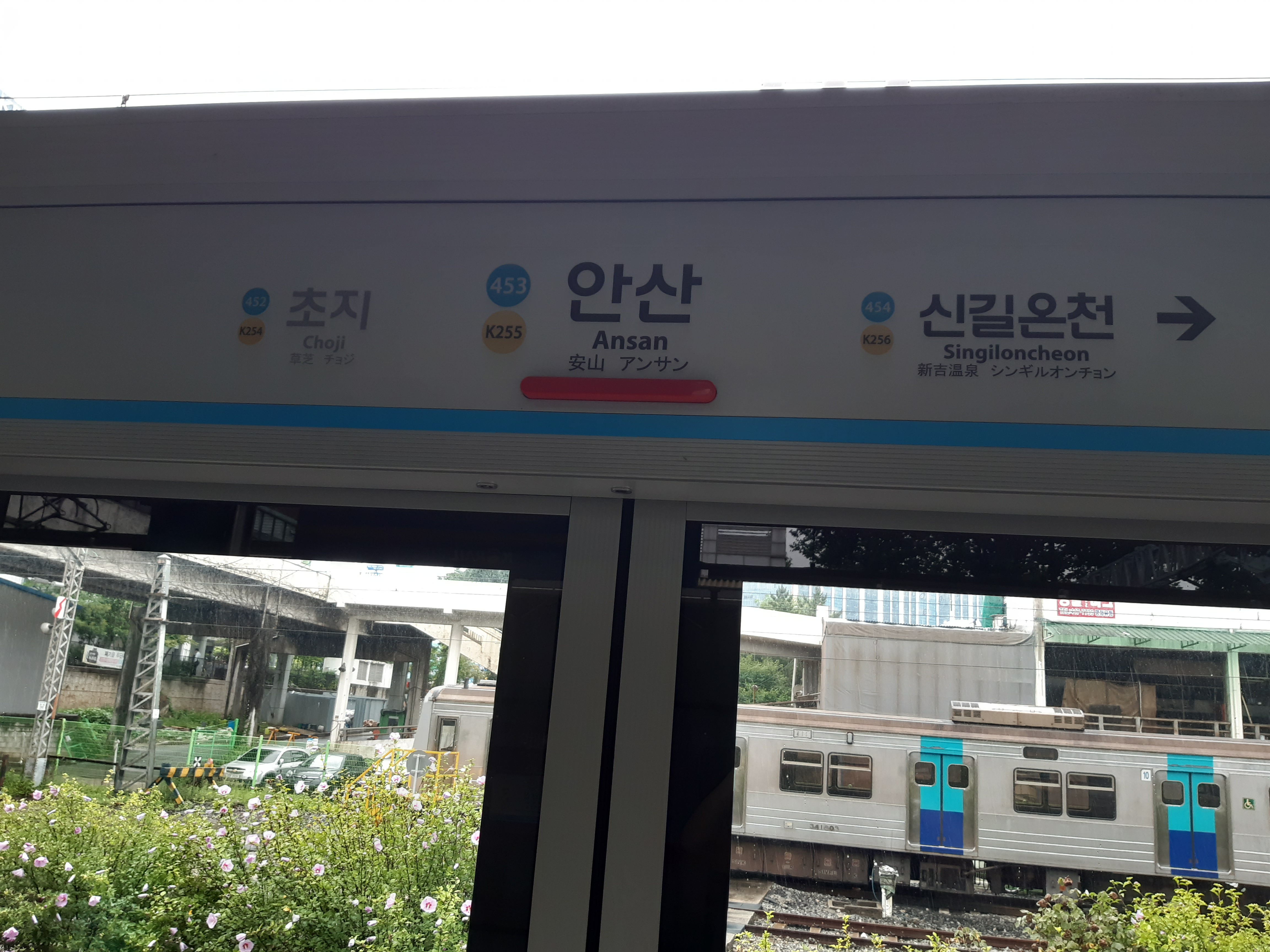
月台門
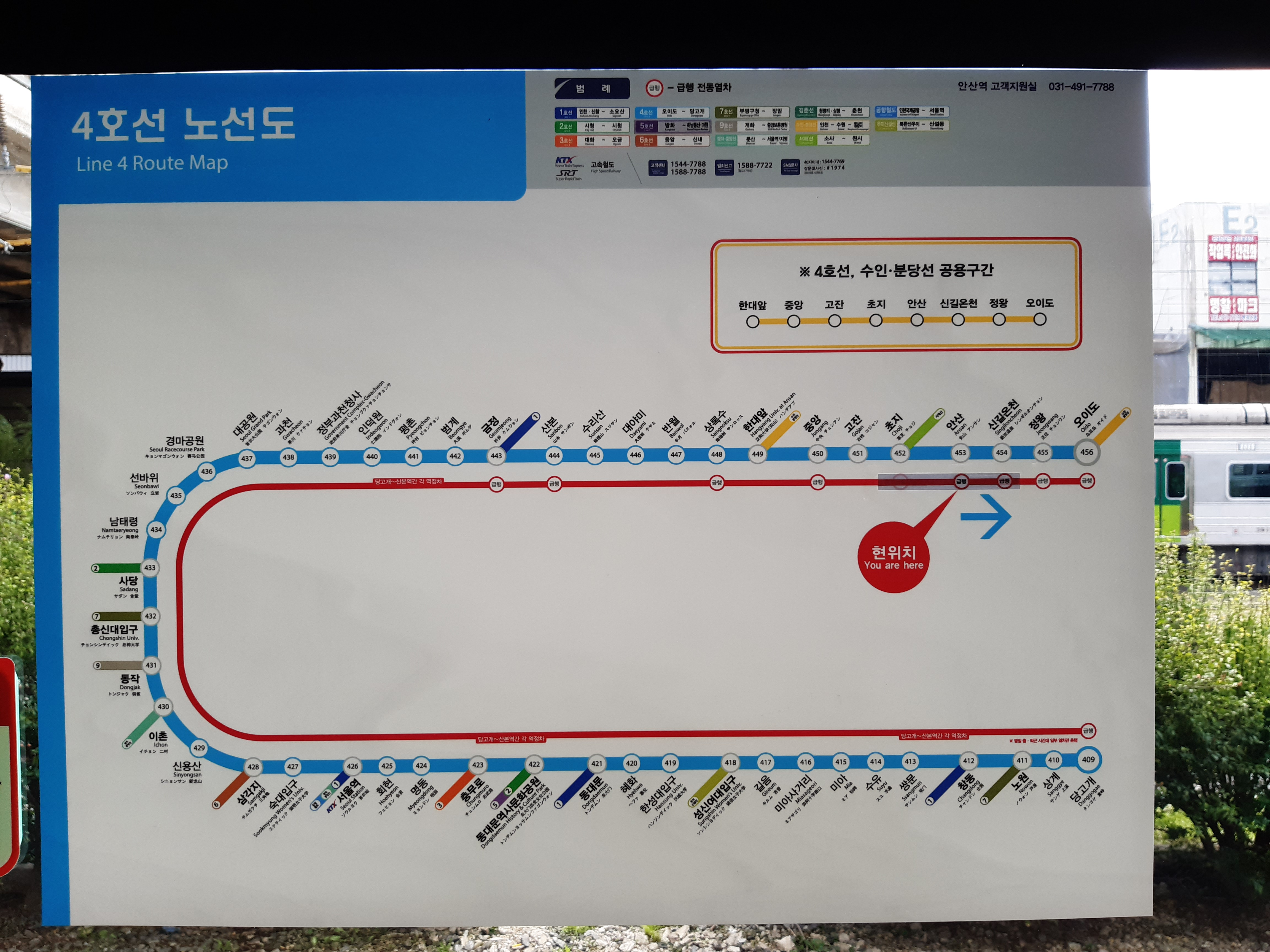
車站路線圖
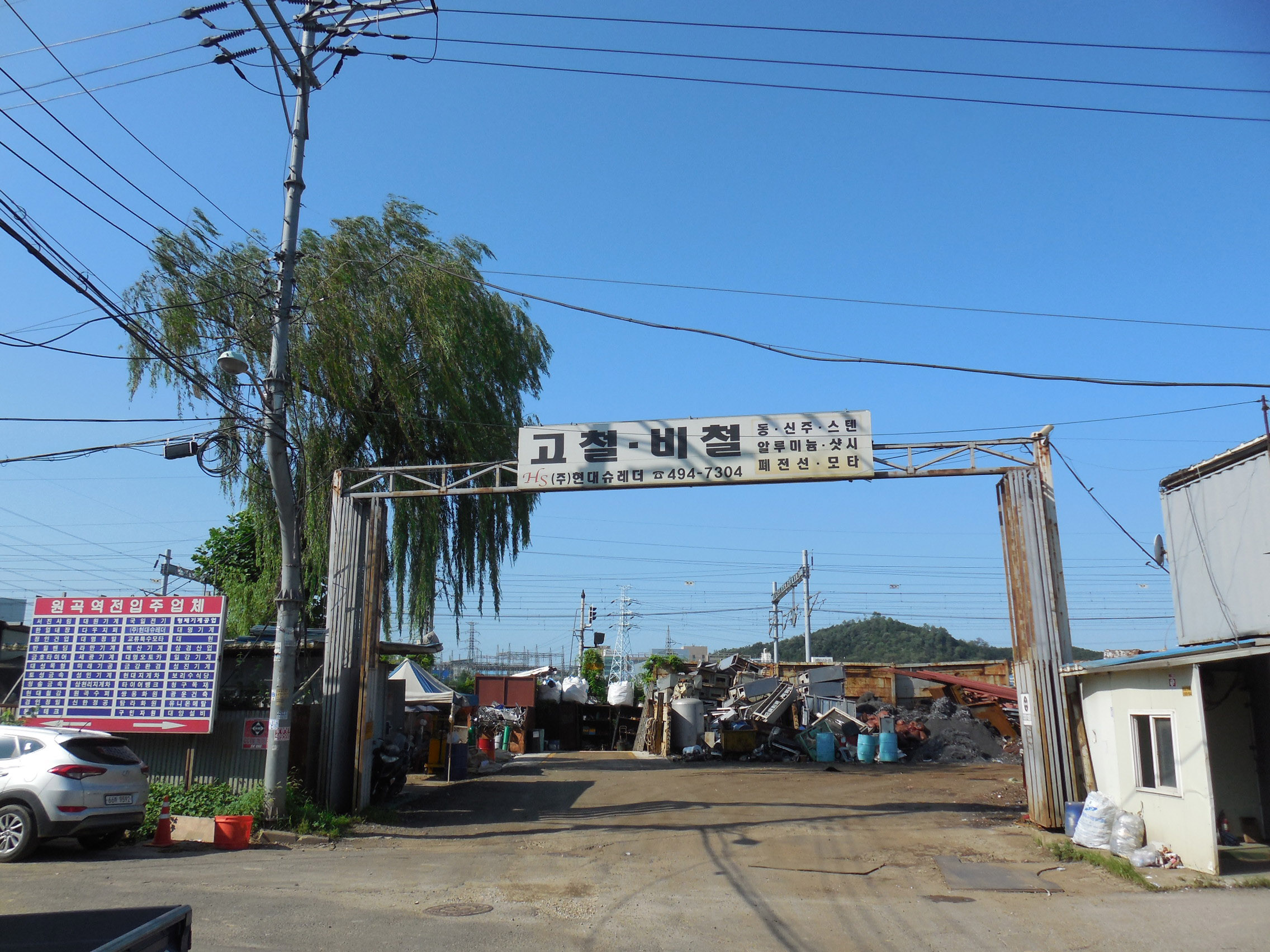
水仁線舊站現址

## 相鄰車站
韓國鐵道公社
●首都圈电铁4号线
急行
草芝（452）－安山（453）－正往（455）
緩行
草芝（452）－安山（453）－新吉溫泉（454）
●首都圈電鐵水仁·盆唐線
草芝（K254）－安山（K255）－新吉溫泉（K256）